# Kurucaova, Doğanşehir
Kurucaova là một thị trấn thuộc huyện Doğanşehir, tỉnh Malatya, Thổ Nhĩ Kỳ. Dân số thời điểm năm 2011 là 3.097 người.